# Robert Piwowarski
Robert Piwowarski (ur. 28 czerwca 1968) – polski strzelec, medalista mistrzostw Europy juniorów.

## Kariera
W 1988 roku wywalczył srebrny medal w pistolecie dowolnym z 50 m na mistrzostwach Europy juniorów, przegrywając wyłącznie z Michaiłem Niestrujewem z ZSRR. W zawodach drużynowych osiągnął brąz (wraz z Markiem Matrackim i Robertem Wojciechowskim). Na seniorskich mistrzostwach Europy w 1999 roku zajął 45. miejsce w pistolecie pneumatycznym z 10 m.
Reprezentant Łódzkiego Związku Strzelectwa Sportowego i klubu KKS Koluszki. Był asystentem trenera głównego kadry narodowej w broni krótkiej i trenerem kadry narodowej juniorów.

## Wyniki

### Medale mistrzostw Europy juniorów
Opracowano na podstawie materiałów źródłowych:
| Mistrzostwa  | Konkurencja                       | Wynik                             | Miejsce |
| ------------ | --------------------------------- | --------------------------------- | ------- |
| Joensuu 1988 | Pistolet dowolny, 50 m            | 559 pkt.                          |         |
| Joensuu 1988 | Pistolet dowolny, 50 m, drużynowo | 1645 pkt. (druż.) 559 pkt. (ind.) |         |